# Romano Carancini
Romano Carancini (Macerata, 5 gennaio 1961) è un politico italiano, sindaco di Macerata dal 2010 al 2020.

## Biografia
Laureatosi in giurisprudenza all'università di Macerata nel 1987, esercita la professione di avvocato dal 1991. In gioventù è stato calciatore per quattordici anni, nonché allenatore di squadre giovanili.
Alle elezioni amministrative del 2000 viene eletto consigliere comunale a Macerata per i Democratici di Sinistra, divenendone capogruppo sotto l'amministrazione di Giorgio Meschini. Riconfermato alla successiva tornata elettorale del 2005, diventa di nuovo capogruppo dei DS, e del Partito Democratico nel 2007.
In occasione delle amministrative del 2010, si candida a sindaco di Macerata, alla guida di una coalizione di centro-sinistra formata da: Partito Democratico, Federazione della Sinistra, Italia dei Valori, La Sinistra per Macerata, Federazione dei Verdi, Alleanza per l'Italia e una lista civica "Pensare Macerata". Il 28 marzo, dopo aver ottenuto al primo turno il 45,97% delle preferenze, accede al ballottaggio con il candidato del centro-destra Fabio Pistarelli al 41,10% delle preferenze. Al ballottaggio del 11 aprile viene eletto sindaco con il 50,30% dei voti, contro il 49,70% dello sfidante. Si insedia a palazzo comunale il 13 aprile successivo come nuovo sindaco.
Nel 2015 si ricandida per un secondo mandato da sindaco appoggiato da: Partito Democratico, Unione di Centro, Italia dei Valori, altri partiti minori e liste civiche. Alle amministrative del 31 maggio raccoglie il 39,92% delle preferenze al primo turno, accedendo al ballottaggio assieme al candidato del centro-destra Deborah Pantana che raccoglie il 18% delle preferenze. Il 14 giugno vince nuovamente il ballottaggio con il 59,11% delle preferenze contro Pantana al 40,89%, riconfermandosi così primo cittadino di Macerata.
Il 30 settembre 2020 è proclamato consigliere regionale delle Marche nella lista del Partito Democratico nella circoscrizione di Macerata.